# Обсерваторія Азіаго
Астрофізична обсерваторія Азіаго (італ. Osservatorio Astrofisico di Asiago) — це астрономічна обсерваторія (код IAU 043), якою володіє та використовує Падуанський університет. Обсерваторія була заснована 1942 року, розташована на плато Азіаго, в 90 км на північний захід від Падуї поблизу муніципалітету Азіаго. Обсерваторія використовує телескопи Галілей.
Поблизу (~3,8 км на південний схід) розташована спостережна станція Чіма Екар, код IAU 098 (італ. Stazione osservativa di Asiago Cima Ekar).